# リクリット・ティーラワニット
リクリット・ティラワニ（タイ：タイ語: ฤกษ์ฤทธิ์ ตีระวนิช、英：Rirkrit Tiravanija、1961年7月21日 - ）は、アルゼンチン・ブエノスアイレス生まれのタイ王国の現代アート芸術家である。ニューヨーク、ベルリン、バンコクなどを拠点にしている。
作家名の日本語の表記発音は複数普及している（「ティラヴァーニャ」、「ティーラワニット」など）が、最も近いものは「ティラワニ」もしくは「ティーラワニ」である（形式上後尾に”ット（-t）”と入るが、これは発音としてはほぼ完全に無声音であるため英語圏の使用においても発音されない）。日本国内の取り扱い画廊となるGallery Side2では「ティラヴァニ」の表記が採用されている。

## 業績
リクリット・ティラワニの初期のインスタレーション作品は鑑賞者にタイ料理を振舞うというものであった。芸術家の社会的役割を探求するリクリットの作品はパリのパレ・ド・トーキョー現代美術館館長のニコラ・ブリオ（Nicolas Bourriaud）は「関係性の美学」を持っていると評した。リクリットのインスタレーション作品は饗宴、料理、読書、音楽鑑賞をするための舞台や空間の形を取る。生活や社会に関わってゆくためのそういった構築物がリクリットの作品の核となる要素になっている。
リクリットの作品は世界中の美術館、ギャラリーに展示されている。個展だけでもニューヨーク近代美術館（1997年）、ウィーン（2002年）、パリ市立近代美術館（2005年）、サーペンタイン・ギャラリー ロンドン（2005年）で行われた。またグループ展への参加は、第50回ヴェニスビエンナーレ（2003年）、第27回サンパウロビエンナーレ　ブラジル（2006年）、ホイットニービエンナーレ2006  ニューヨーク（2006年）、そして第8回シャルジャ・ビエンナーレ アラブ首長国連邦（2007年）で行われた。
さらに、リクリットはニューヨークのギャヴィン・ブラウン・ギャラリー（Gavin Brown Gallery）の代表も務めて。ヴェニスヴィエンナーレ2003の時にはハンス・ウルリッヒ・オブリストやモーリー・ネスビットと共に『ユートピア・ステーション（Utopia Station）』の共同キュレーターを務めた。また、タイ王国チェンマイでカミン・ラーチャイプラサートと共同で始めた、現代美術と農の伝統価値を融合させるプロジェクト「The Land Foundation（ランド・ファンデーション）」の主催者でもある。
2008年、ニューヨークのグッゲンハイム美術館がリクリットに展覧会「anyspacewhatever」のビデオ製作を依頼した。その「Chew the Fat」と題されたリクリットのビデオはベルリンのノイガリームシュナイダーに2009年6月から9月までの間展示された。

## そのほかプロジェクト
- 1990年- 『Pad Thai（パッタイ）』-パウラアレンギャラリー　ニューヨーク、アメリカ
- 1998年- 『Super Market （スーパーマーケット）』-巡回展
- 2002年 『Untitled, 2002 (demo station no.3)』-「リクリット・ティラバーニャ:すみだ川モード展」、すみだリバーサイドホール・ギャラリー、東京
- 2002年 『リクリット ティラバーニャ展』　東京オペラシティアートギャラリー、東京
- 2004年 『カミン・ラーチャイプラサート＆リクリット・ティラバーニャ回顧展』- チェンマイ大学芸術学部展示、チェンマイ、タイ

## 受賞
- 2004年、リクリットの現代アートへの貢献に対してグッゲンハイム美術館よりヒューゴ・ボス賞が贈られている[2]。

## 日本との交流
- 2003年、金沢美術工芸大学のレジデンスとして滞在[3]。

## 著書
- 『Passage Cosmo To Fishy Travels』　CCA Artist Book Series June 28, 2002 pp. 216　ISBN 4901387154